# Patricia Madrid (arqueóloga)
Patricia Elena Emilia Madrid, conocida como Pato Madrid (La Plata, 17 de enero de 1954 - Ibidem, 20 de abril de 2021), fue una arqueóloga argentina, investigadora especialista en las poblaciones cazadoras recolectoras de la región pampeana, además de docente y extensionista de las universidades nacionales de La Plata y del Centro de la Provincia de Buenos Aires.

## Estudios universitarios
Patricia Madrid inició sus estudios universitarios en la carrera de Licenciatura en Pintura en la Facultad de Bellas Artes de la Universidad Nacional de La Plata, sin embargo, a los tres años la abandonó e ingresó en 1976 en la carrera de Antropología en la Facultad de Ciencias Naturales de la misma casa de estudios. Finalizó sus estudios en 1985, por lo que gran parte de su formación la realizó durante todo el denominado Proceso de Reorganización Nacional que duró entre los años 1976 y 1983. A fines de la década de 1970 fue también preceptora del colegio secundario de Bellas Artes.

## Carrera profesional
Una vez recibida realizó una gran diversidad de trabajos docentes, investigación, extensión y gestión universitaria, tanto en la División Arqueología del Museo de La Plata como en la Facultad de Ciencias Sociales de la Universidad Nacional del Centro de la Provincia de Buenos Aires. En esta última, se destaca su participación docente y gestión. Además, en estas dos universidades pasó por diferentes roles docentes, desde ayudante hasta Profesora adjunta, y se desempeñó en distintas cátedras docentes. A su vez, fue investigadora integrante del INCUAPA (Instituto de Investigaciones Arqueológicas y Paleontológicas del Cuaternario Pampeano), institución que acompañó en las distintas etapas de crecimiento desde sus inicios en 1993.

### Investigaciones arqueológica
En cuanto a sus trabajos de investigación, se inició a comienzos de la década de 1980 junto con Gustavo Politis en el estudio de diversos sitios del centro-sur de la provincia de Buenos Aires. Fue becaria del CONICET entre los años 1986 a 1997. Desarrolló una extensa actividad como investigadora, durante la cual se dedicó al estudio arqueológico de la región pampeana, abarcando diversos temas y aspectos, como los análisis de tecnología lítica y cerámica, el arte rupestre en las sierras de Ventania y Tandilia, arqueología histórica de las estructuras de piedra en las sierras de Pillahuincó y Curicó o en el Fuerte Blanca Grande en el partido de Olavarría. También realizó distintas estancias de investigación en las universidades de Rennes 1 y París X en Francia, que se sumaban a una experiencia previa en la Universidad de Southampton, en Inglaterra.  

### Extensión y gestión universitaria
Se desempeñó de forma activa en actividades de extensión, que incluyeron la ejecución de distintos programas y cursos de formación docente a nivel secundario, terciario, universitario sobre patrimonio arqueológico tanto en la provincia de Buenos Aires como Entre Ríos y Río Negro. En diversos talleres brindó un acercamiento orientado a promover la interacción entre la investigación arqueológica, la educación primaria y secundaria y los museos regionales de los lugares en los que desarrolló trabajos de campo en distintos momentos de su carrera. Realizó también gran cantidad de actividades, como la confección de pósteres didácticos y publicaciones de difusión, colaboró con charlas debate, conferencias, exposiciones fotográficas y museográficas en distintos eventos científicos, instituciones culturales y museos, actividades que tuvieron un fuerte impacto en diarios, radios y televisión locales. 
En cuanto a la gestión universitaria, en sus inicios fue secretaria de la Comisión Directiva del Centro de Graduados de la Facultad de Ciencias Naturales y Museo. Posteriormente, en la Universidad Nacional del Centro, fue miembro integrante de la Junta Departamental de Arqueología, Consejera Académica y Consejera Superior. Entre los años 2005 y 2016 fue Directora del Departamento de Arqueología de esta institución.

## Publicaciones seleccionadas
- Madrid, P. (1993). Estudio Arqueológico de los Sitios con Estructuras de Piedra en las Sierras de Pillahuincó, Provincia de Buenos Aires. Revista del Museo de Historia Natural de San Rafael, XI(3), 129-156.
- Madrid, P., Politis, G. y Poiré, D. (2000). Pinturas rupestres y estructuras de piedra en las Sierras de Curicó (Extremo noroccidental de Tandilia, Región Pampeana). Intersecciones en Antropología, 1(1), 35-53.
- Politis, G. y Madrid, P. (2001). Arqueología Pampeana: Estado actual y perspectivas. En E. Berberian y A. Nielsen (Eds.), Historia Argentina Prehispánica, Tomo II, (pp. 737-814). Córdoba: Editorial Brujas.
- Madrid, P., Politis, G., March, R. y Bonomo, M. (2002). Arqueología microrregional en el sudeste de la región pampeana argentina: el curso del río Quequén Salado. Relaciones de la Sociedad Argentina de Antropología, XXVII, 327-355.
- Madrid, P., Pedrotta, V. y Istillarte, A. (2014). Patrimonio arqueológico, preservación y turismo. El caso de las Sierras de Curicó (Sistema de Tandilia, Región Pampeana, Argentina). Informes Científicos Técnicos - UNPA, 2(3), 71-94.